# Krychnowice
Krychnowice – dzielnica mieszkalno-lecznicza Radomia, leżąca w jego południowo-zachodniej części. Dawniej folwark.
Jej większą częścią jest teren Samodzielnego Wojewódzkiego Publicznego Zespołu Zakładów Psychiatrycznej Opieki Zdrowotnej im. dr Barbary Borzym na jego terenie znajdują się budynki szpitalne i gospodarcze. W drugiej części znajduje się małe osiedle bloków zamieszkiwane głównie przez personel szpitalny. Na osiedlu zbudowano korty. Ten rejon Radomia jest bardzo zielony, a dodatkowo graniczy z lasem pruszakowskim czy też stawami rekreacyjno-hodowlanymi.

## Szpital Psychiatryczny
Dzięki położeniu w spokojnej okolicy szpital leczy zaburzenia nerwowe, choroby psychiczne, czy też uzależnienia.

## Komunikacja
Do dzielnicy można dojechać liniami 17 i 14.